# Флаг Пермского края
Флаг Пе́рмского края является официальным государственным символом Пермского края как субъекта Российской Федерации.
Флаг утверждён 3 октября 2007 года Законом Пермского края № 124-ПК «О флаге Пермского края», принятым Законодательным Собранием Пермского края 20 сентября 2007 года, и внесён в Государственный геральдический регистр Российской Федерации с присвоением регистрационного номера 3719.
Пермский край образован 1 декабря 2005 года в результате объединения Пермской области и Коми-Пермяцкого автономного округа в соответствии с результатами референдума, проведённого 7 декабря 2003 года. Флаг Пермской области, принятый 17 апреля 2003 года, остался без изменений.

## Описание

Флаг Пермской области (2003 год)

Флаг Коми-Пермяцкого автономного округа (1997 год)

При выработке решения о флаге Пермского края, было предложено объединить символику флагов Пермской области и Коми-Пермяцкого автономного округа. Перна с флага Коми-Пермяцкого АО, по мнению рабочей группы по разработке символики Пермского края, напоминает свастику и известна не всем. В итоге было решено оставить флаг Пермской области, с незначительным изменением в описании, флагом Пермского края.
«Флаг Пермского края представляет собой прямоугольное полотнище с отношением ширины к длине 2:3, разделённое белым крестом на четыре равновеликих прямоугольника: в верхней части красного, лазоревого (синего) цвета, в нижней — лазоревого (синего) и красного цвета.
Белый крест имеет ширину полос 1/4 ширины и 1/6 длины полотнища. В центре белого креста изображение герба Пермского края. Высота изображения герба имеет 2/5 ширины полотнища флага».

### Толкование цветов
Цвета полотнища флага Пермского края обозначают: красный, синий, белый цвета согласуются с этнокультурными особенностями народов, проживающих на территории Пермского края;
- красный, синий и белый цвета одновременно повторяют цветовую гамму флага Российской Федерации;
- белый — символ чистоты, добра. Во флаге он отражает мирный быт и чистоту помыслов жителей края;
- синий (лазурь) — символ красоты, мягкости и теплоты человеческих отношений и символизирует обширные водные просторы Камы, многочисленных рек и озёр области;
- красный — символ храбрости, мужества и неустрашимости жителей края[3].